# Phänomene
Phänomene, op. 193, är en vals av Johann Strauss den yngre. Den spelades första gången den 17 februari 1857 i Sofiensäle i Wien.

## Historia
Strauss tillägnade valsen teknikstudenterna vid Wiens universitet och han dirigerade själv det första framförandet vid studenternas karnevalsbal den 17 februari 1857. Valsens titel syftar möjligen på naturfenomen, i vilket fall avspeglas det på klaverutdragets framsida som avbildar en komet, åskväder, blixtar, vulkanutbrott och en orkan. 1843 hade en ovanligt lysande komet observerats över Wien. Åren 1850 samt 1855 hade vulkanen Vesuvius haft utbrott, vilket föranledde Strauss att komponera valsen Lava-Ströme (op. 74).
Valsen saknade till en början både inledning och avslutning (coda), och var mer ett regelrätt dansnummer. Inte förrän i maj, under sin konsertturné till Ryssland, orkestrerade Strauss inledning samt coda. Musikaliskt sett är valsen besläktad med Franz Liszt symfoniska dikter, Hector Berliozs djärva harmonier och Richard Wagners tidiga operor.

## Om valsen
Speltiden är ca 9 minuter och 5 sekunder plus minus några sekunder beroende på dirigentens musikaliska tolkning.

## Weblänkar
- Phänomene i Naxos-utgåvan.